# بيدرو فينتر
بيدرو فينتر (بالفرنسية: Pedro Winter)‏ هو دي جيه فرنسي، ولد في 21 أبريل 1975 في باريس في فرنسا.

## وصلات خارجية
- بيدرو فينتر على موقع ميوزك برينز (الإنجليزية)
- بيدرو فينتر على موقع ميوزك برينز (الإنجليزية)
- بيدرو فينتر على موقع أول ميوزيك (الإنجليزية)
- بيدرو فينتر على موقع ديسكوغز (الإنجليزية)
- بيدرو فينتر على موقع ديسكوغز (الإنجليزية)